# Folke Lind (fotbollsspelare)
Folke Bertil Lind, född 4 april 1913 i Göteborg, död 6 februari 2001 i Högsbo församling, var en svensk fotbollsspelare (mittfältare) som spelade för Gais där han fortfarande (2018) är klubbens mesta allsvenska spelare genom tiderna. I Gais blev han också svensk cupmästare 1942 efter att själv ha avgjort finalen mot IF Elfsborg med sitt nickmål som gav slutresultatet 2–1.
Lind var uttagen till spel i OS 1936, dock utan att få någon speltid.
Folke Lind är begravd på Västra kyrkogården i Göteborg.

## Fotbollskarriären

### I klubblag
Lind inledde sin karriär i Gais redan som junior. Han var trogen klubben under hela sin seniorkarriär (1932–1948) och följde med klubben ner i div 2 när man åkte ur Allsvenskan 1938. Säsongen 1941/42 var man tillbaka i den högsta serien där Lind gjorde ytterligare sju säsonger innan han lade skorna på hyllan efter säsongen 1947/48. Detta som rekordinnehavare som den som genom tiderna spelat flest matcher för Gais; 305 stycken. Noteringen har sedan överträffats (av målvakten Sören Järelöv) men Lind innehar fortfarande (2018) rekordet för flest allsvenska matcher i Gais, 265 stycken.
Linds största merit på klubblagsnivå kom när han med Gais vann Svenska cupen 1942. Detta efter en finalseger över IF Elfsborg med 2–1 där Lind själv blev segerskytt genom sitt nickmål (och första mål överhuvudtaget för klubben) i andra halvlek, Målet tillkom endast en kort stund minuter efter att han burits ut på bår efter en spark mot just huvudet. Lind mindes på grund av hjärnskakning därför efteråt varken sin önskan om att få återkomma in i spel eller sitt segermål.

### I landslag
Lind var uttagen till landslagsspel flera gånger under åren 1936–1938 och var med i truppen till OS 1936. Han fick dock ingen speltid i turneringen och är endast bokförd för en landskamp, år 1938.

## Meriter

### I landslag
Sverige
- Uttagen till OS (1): 1936 (ingen speltid)
- 1 landskamp, 0 mål

### I klubblag
Gais
- Svenska cupen (1): 1942

### Individuellt
- Gais meste allsvenska spelare genom tiderna med 265 matcher, åren 1932-38, 1941-48